# Seberg - Nel mirino
Seberg - Nel mirino (Seberg) è un film del 2019 diretto da Benedict Andrews.
Con protagonista Kristen Stewart, il film è incentrato sulla vicenda dell'attrice statunitense Jean Seberg, perseguitata dall'FBI a causa dei suoi rapporti con il leader delle Pantere Nere Hakim Jamal.

## Trama
Nel 1968, Jean Seberg, attrice-simbolo della Nouvelle Vague immortalata da Jean-Luc Godard in Fino all'ultimo respiro (1960), finisce nel mirino del COINTELPRO, il programma segreto dell'FBI volto a sorvegliare illegalmente e screditare i nemici politici degli Stati Uniti. L'attrice infatti non fa mistero del proprio legame ideologico e sentimentale con l’attivista per i diritti civili degli afro-americani Hakim Jamal, leader delle Pantere Nere. Al suo caso viene assegnato il giovane agente Jack Solomon.

## Promozione
Il primo trailer del film viene diffuso il 13 novembre 2019.

## Distribuzione
Il film è stato presentato in anteprima e fuori concorso alla 76ª Mostra internazionale d'arte cinematografica di Venezia il 30 agosto 2019. È stato presentato anche al Toronto International Film Festival il 7 settembre.
Nel febbraio 2019, Amazon Studios ha acquisito i diritti di distribuzione del film.